# Jarandilla de la Vera
Jarandilla de la Vera – gmina w Hiszpanii, w prowincji Cáceres, w Estramadurze, o powierzchni 61,51 km². W 2011 roku gmina liczyła 3070 mieszkańców.